# Llanbrynmair
Llanbrynmair ou Llanbryn-mair est un village et une communauté du Powys, au pays de Galles.

## Géographie
Llanbrynmair est situé dans le nord-ouest du Powys, dans le comté historique du Montgomeryshire, à une vingtaine de kilomètres à l'est de la ville de Machynlleth.
La communauté de Llanbrynmair comprend aussi les villages et hameaux de Llan (en), Talerddig (en), Dolfach (en), Bont Dolgadfan (en), Pandy (en), Cringoed, Dylife (en) et Pennant (en).

## Démographie
Au recensement de 2011, la communauté de Llanbrynmair comptait 920 habitants.